# Air Hitam (Kualuh Leidong)
Air Hitam is een bestuurslaag in het regentschap Labuhan Batu Utara van de provincie Noord-Sumatra, Indonesië. Air Hitam telt 4055 inwoners (volkstelling 2010).